# Cupiennius
Genre
Cupiennius est un genre d'araignées aranéomorphes de la famille des Trechaleidae.

## Distribution
Les espèces de ce genre se rencontrent en Amérique centrale, en Amérique du Sud et aux Antilles.

## Liste des espèces
Selon World Spider Catalog (version 20.0, 15/05/2019) :
- Cupiennius bimaculatus (Taczanowski, 1874)
- Cupiennius chiapanensis Medina, 2006
- Cupiennius coccineus F. O. Pickard-Cambridge, 1901
- Cupiennius cubae Strand, 1909
- Cupiennius foliatus F. O. Pickard-Cambridge, 1901
- Cupiennius getazi Simon, 1891
- Cupiennius granadensis (Keyserling, 1877)
- Cupiennius remedius Barth & Cordes, 1998
- Cupiennius salei (Keyserling, 1877)
- Cupiennius valentinei (Petrunkevitch, 1925)
- Cupiennius vodou Brescovit & Polotow, 2005

## Publication originale
- Simon, 1891 : Descriptions de quelques arachnides du Costa Rica communiqués par M. A. Getaz (de Genève). Bulletin de la Société Zoologique de France, vol. 16, p. 109-112 (texte intégral).